# یاننشیا
جاننچیا (نام علمی: Janenschia) نام یک سرده از زیرراسته سوسمارپاشکلان است.